# Newton Morrell
Newton Morrell is een civil parish in het bestuurlijke gebied Richmondshire, in het Engelse graafschap North Yorkshire.